# Açailândia
Açailândia is een gemeente in de Braziliaanse deelstaat Maranhão. De gemeente telt 111.339 inwoners (schatting 2017).

## Aangrenzende gemeenten
De gemeente grenst aan Amarante do Maranhão, Bom Jardim, Bom Jesus das Selvas, Cidelândia, Itinga do Maranhão, João Lisboa, São Francisco do Brejão, Dom Eliseu (PA) en Rondon do Pará (PA).

## Verkeer en vervoer
De stad ligt aan de radiale snelweg BR-010 tussen Brasilia en Belém. Daarnaast ligt ze aan de weg BR-222.